# Ajeeb
Ajeeb eller Egypteren var en skakspillende "maskine", som blev skabt af kabinetmageren Charles Alfred Hooper fra Bristol, Forenede Kongerige, og først præsenteret på Crystal Palace i London i 1868. Som sin forgænger, "Skaktyrken", var Ajeeb et svindelnummer, hvor et avanceret maskineri dækkede over, at en stærk skakspiller sad inden i kabinettet og udførte trækkene ved hjælp af et mekanisk system.
Maskinen stod ni år i Crystal Palace, før den blev flyttet til Royal Aquarium i Westminster. Derefter blev den sendt på Europa-turne, før Hooper tog den til New York i 1885, hvor den blev udstillet på Eden Musee. September samme år så præsident Grover Cleveland og vicepræsident Thomas A. Hendricks maskinen og Hendricks spillede et parti, som han tabte.
Hopper byggede en kopi af Ajeeb, som spillede i andre byer.
I modsætning til Skaktyrken spillede Ajeeb også dam. Flere af operatørerne var stærke damspillere. Blandt operatørerne finder man Harry Nelson Pillsbury, som var på vej mod verdenseliten i skak og var en stærk damspiller og Albert Beauregard Hodges, som blev amerikansk mester i skak i 1894 og som også var en damspiller af mesterstyrke.
Fra 1915 spillede Ajeeb kun dam, og året efter blev den sat op i forlystelsesområdet på Coney Island i New York.
Blandt Ajeebs kendte modstandere finder man Theodore Roosevelt, Harry Houdini og Sarah Bernhardt. 
En af Ajeeb-maskinerne gik til i en brand i 1929. Den sidste forsvandt under 2. verdenskrig.